# منتخب بورتوريكو لكرة الطائرة للسيدات
منتخب بورتوريكو الوطني لكرة الطائرة للسيدات  هو ممثل بورتوريكو الرسمي في المنافسات الدولية في كرة طائرة في فئة كرة الطائرة للسيدات.